# Вознесенский храм (Дубёнки)
Вознесе́нский хра́м — православный храм в селе Дубёнки Судогодского района Владимирской области. Принадлежит Владимирской епархии Русской православной церкви. Рядом с храмом расположено действующее кладбище.
Храм является приписным к храму мученицы царицы Александры в посёлке Муромцево.

## История
Местное население связывает основание церкви с некогда бывшим чудесным явлением иконы мученицы Параскевы Пятницы, которая по рассказам, явилась близ реки Дубёнки на ветвях векового дуба. Жители соседних деревень Моругино и Лобаново перенесли её к себе, но на следующую же ночь, икона якобы оказалась на прежнем месте. И тогда именно на месте явления иконы решено было поставить храм в честь святой мученицы Параскевы. Предание не говорит о том, когда построили церковь, но в патриарших книгах за 1628 год уже упоминается: «церковь святые великие Христовы мученицы Парасковьи, нареченныя Пятницы, в Листвицкой волости на Дубках…». Постоянные записи в патриарших книгах фиксируют существование церкви в Дубёнках на протяжении всего XVII века. В тех же книгах отмечено, что в 1710 году был выдан антиминс для освящения церкви во имя святой мученицы Параскевы в селе Дубёнки. Из этой записи следует, что в Дубёнках была построена новая церковь. Она также была деревянной.
Само село Дубёнки или Дубёнки-Пятница или Пятница образовалось из бобылей, поселившихся на церковной земле ещё в XVII столетии. В 1719 году было 4 двора бобылей, а по ревизии 1744 года их было уже 69 человек. По отобрании церковных вотчин в 1764 году в результате секуляризационной реформы бобыли и образовали казённое село Дубенки.
В 1819—1822 годах вместо деревянной церкви был построен каменный храм. Тёплая его часть была освящена в 1820 году. В ней было два престола — во имя святителя Николая Чудотворца и мученицы Параскевы. В них перенесли иконостасы из деревянной церкви. Главный престол храма освятили в честь Рождества Христова в 1823 году, при этом иконостас был куплен в Ильинской церкви города Владимира.
В 1837 году при храме возвели каменную колокольню. В 1843 году трапезную часть храма расширили, заменили иконостасы. При этом придел во имя святителя Николая Чудотворца был освящён заново и назван в память великомученика Георгия Победоносца.
В 1863 году в холодной части храма был устроен новый иконостас и престол был переосвящён во имя Вознесения Господня.
В церкви находилась и особо почиталась жителями Дубёнок и окрестных деревень икона святой мученицы Параскевы, по преданию, явленная на дубе. Хранилось также напечатанное в 1644 году напрестольное Евангелие. Был ещё деревянный потир с изображением Спасителя, Божией Матери и пророка Иоанна Предтечи. В конце XIX века он был взят во Владимир, в древлехранилище братства святого благоверного князя Александра Невского.
Приход Пятницкого храма состоял из села Дубёнки и деревень Сорокино, Сипуново, Медведцево, Кудрявцево, Павликово, Моругино, Потаповская, Наумовская, Клавдино, Лобаново и Фёдоровка. Во всех этих селениях по мировым ведомостям 1897 года числилось 411 дворов, а в них 1098 жителей мужского пола и 1176 женского. В 1891 году в Дубёнках была открыта церковно-приходская школа; в 1898 году в ней училось 32 ученика.
После революции все священнослужители Вознесенского храма были арестованы: в 1929 году — Михаил Иванович Давыдовский, затем Иоанн Двоеглазов и Григорий Сергеевич Покровский. Однако при храме оставался церковный совет из числа верующих.
В 1934 году из-за изъятия церковного сарая и разбора каменной кладбищенской ограды у церковного совета возникли разногласия с местными властями. Прихожане писали жалобы в Ивановский облисполком, который поручил Президиуму Судогодского райисполкома разобраться. Президиум постановил: «считать сарай за колхозом, из описей имущества религиозной общины исключить. Что касается кладбищенской ограды, последняя как развалившаяся использована для школы, разломанная часть в ближайшее время будет заменена деревянной…». Неизвестно исполнили ли свое обещание местные власти. Неизвестно и когда церковь была закрыта окончательно, но произошло это до Великой Отечественной войны. Храм стоял закрытым. Ключи от храма были одно время у старосты храма.
После войны в храме устроили зернохранилище, а затем машинно-тракторную станцию. В 1958 году была разрушена колокольня. В книге «Судогодское благочиние: история приходов и храмов» со слов старожилов приводится легенда, что когда с храма снимали крест, он упал и ушел в землю на такую глубину, что откопать его не смогли.
18 октября 1995 года решением Законодательного собрания Владимирской области здание храма было поставлено на государственную охрану памятников истории и культуры Владимирской области.
11 октября 2004 года архиепископ Владимирский и Суздальский Евлогий (Смирнов) поручил настоятелю храма святой царицы Александры в Муромцеве иерею Олегу Толкачёву принять попечение над гибнущим Вознесенским храмом в селе Дубёнки. По словам иерея Олега:

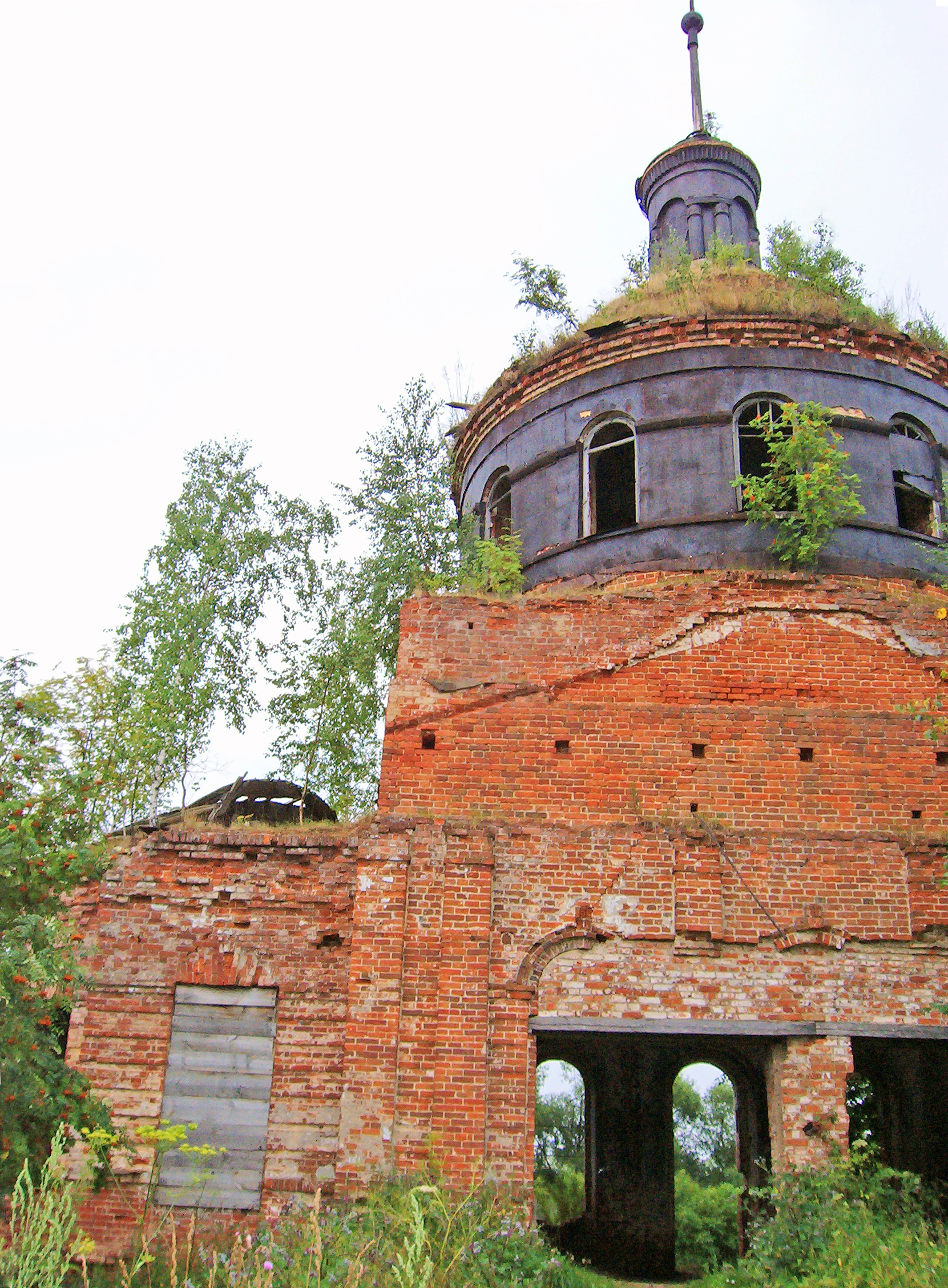
Вознесенский храм летом 2005 года перед началом консервационных работ

Впечатления от первого посещения храма были мрачные. Разрушенный и загаженный храм, делал село и округу мрачной и унылой, кругом было какое-то ощущение смерти, говоря словами Евангелия — «мерзость запустения». <…> Зимняя часть храма почти полностью уничтожена, колокольни не осталось совсем, деревья и кустарники растут и в храме и по стенам храма, на остатках стен возвышаются рябины и берёзы. Уцелела, если можно так сказать, Алтарная часть летнего храма и основной свод центральной части храма с остатками купола. В Алтаре стоял вкопанный стол, на нём стоял стакан, около стола вкопаны были лавки, недалеко находился старый диван, валялась сломанная кровать, вокруг разбросаны бутылки из под водки, банки от пива и остатки закуски. Сразу же на память приходит Евангелие, где Господь, обличая грехи людей, говорит, «что вы превратили храм Божий в вертеп разбойников».
Вокруг храма кладбище и есть не только старые заброшенные могилы, но и новые хорошо убранные, ухоженные, только вот мусор от могил, сухие цветы, ржавые и старые венки и прочие отходы бросали не на мусорку, а к стенам храма.

24 июля 2005 года был совершён первый молебен. После молебна состоялось собрание при большом стечении народа — около 40 человек, были даже с окрестных деревень. Решили начать уборку: спилить деревья, вынести мусор, забить проёмы дверей и окон досками. Уборка состоялась 28 июля на неё по инициативе иерея Олега Толкачёва на автобусе с посёлка Муромцево прибыли прихожане Храма царицы Александры, которые решили помочь жителем Дубёнок в их начинании. Были спилены деревья, убран мусор внутри храма. 30 июля храм посетил архиепископ Евлогий в сопровождении шести священников Судогодского благочиния прочитал в храме молитвы, впервые с 1930-х годов. В храм пришло около сорока мирян.
В тёплое время стали совершаться молебны и панихиды два — три раза в месяц.
В 2013 году был заготовлен кирпич для восстановления разрушенной кладки алтаря, железо для крыши, утеплитель, доски, установлены строительные леса, куплены необходимые стройматериалы, начата очистка поверхности каменной крыши алтаря.
11 сентября 2017 года был на храм был установлен позолоченный купол с покрашенным под золото металлическим крестом. К тому времени был практически восстановлен алтарь, убраны берёзы и прочая растительность, буйно разросшиеся на крыше, убран мусор, очищена территория вокруг храма.